# سنديان خصلي الثمر
السنديان خصلي الثمر هو نوع من السنديان موطنه جنوب شرق أوربة (أجزاء من إيطالية والبلقان وأجزاء من المجر ورومانية) وتركية.